# Charles Brown (zenész)
Charles Brown (Texas City, Texas, 1922. szeptember 13. – Oakland, Kalifornia, 1999. január 21.) amerikai bluesénekes, zongorista.
Nagyszerű blues-, rhythm and blues, rock and roll énekes és zongorista, zeneszerző és hangszerelő volt. Ameddig mozdulni tudott, színpadon volt. Halála után nem sokkal a Blues Halhatatlanjai közé közé került.

## Pályakép
Korán elárvult, a nagyszülei nevelték fel. Klasszikus zongorát kezdett tanulni, és már meglehetősen fiatalon egészen jól játszott.
A negyvenes évek elején Kaliforniába került. 1943-ban Los Angelesben megnyert egy amatőr versenyt nyert és bekerült a Lincoln színház  zenekarába.
Komoly hatással volt Ray Charlesra, Percy Mayfieldre, Johnny Ace-re. Szerepelt Fats Domino, Ray Charles, B. B. King, Louis Jordan, John Lee Hooker,  Big Joe Turner koncertjein.
A hatvanas években Los Angeles éjszakai mulatóiban, kocsmáiban zenélt. A hetvenes évek közepétől visszatért a koncertszínpadra.

## Díjak
Több lemeze is kapott Grammy-díj jelölést.